# مائله ریکر
مائله ریکر (انگلیسی: Maëlle Ricker؛ زادهٔ ۲ دسامبر ۱۹۷۸) ورزشکار اسنوبردسواری اهل کانادا است.
وی در مسابقات کشوری و بین‌المللی در مجموع برندهٔ ۴ مدال طلا، ۳ مدال برنز شده‌است.